# إديث سيغال
إديث سيغال (بالإنجليزية: Edith Segal)‏ (11 نوفمبر 1902 - 1997، نيويورك في الولايات المتحدة)؛ كاتِبة، مؤلِّفة أغانٍ، ملحنة وشاعرة أمريكية.